# Peyton Meyer
Peyton Meyer, född 24 november 1998 i Las Vegas, Nevada, är en amerikansk skådespelare. Han är mest känd för sin roll som Lucas Friar i Disney Channel-serien Här är ditt liv, Riley och för sin mindre roll som Wes Manning i Dog With a Blog.
Meyer är sedan 2021 gift med musikern Taela. Tillsammans har makarna sonen Ziggy född i mars 2022. 

## Filmografi

### Film
- Gibby
- He's All That

### Tv serier
- Dog With a Blog
- Här är ditt liv, Riley
- Best Friends Whenever
- Versus
- American Housewife
- Wayne
- Celebrity Family Feud